# 滚弄镇区
滚弄镇区，另译滚龙镇区，是缅甸掸邦腊戍县下辖的一个镇区，治所位于滚弄。